# シャルル2世・ダルブレ
シャルル2世・ダルブレ（フランス語：Charles II d'Albret, 1407年 - 1471年）は、フランスの有力貴族、軍人で、アルブレ領主およびドルー伯（在位：1415年 - 1471年）。

## 生涯
シャルル2世はドルー伯シャルル1世・ダルブレとマリー・ド・シュリーの息子である。父シャルル1世は1415年にアジャンクールの戦いで亡くなり、シャルル2世はアルブレ領主および名目上のドルー伯位を継承した。アジャンクールの戦いの後、ドルー伯領はイングランドの手に渡っていた。シャルル2世は、後にフランス王シャルル7世となるシャルル王太子のはとこで支援者であり、ジョルジュ・ド・ラ・トレモイユの異母弟でもあったため、フランス宮廷内に強いつながりがあった。
シャルル7世の議員として仕えている間、シャルル2世はジャンヌ・ダルクの遠征に参加し、ランスでのシャルル7世の戴冠式においては王の剣を担いだ。シャルル2世は後にベリーの副官に任命された。
1441年にシャルル7世によってドルー伯領の領有が確認された。
ルイ11世の治世中、シャルル2世は反乱貴族とともに公益同盟戦争に参加した。
シャルル2世の死後、息子ジャン1世の息子である孫のアランが継承したが、ドルー伯領は三男のアルノー・アマニューに残した。しかし、アランはドルー伯領の支配権を掌握した。四男シャルルは1473年に反逆罪で処刑された。

## 子女
1418年4月23日にアルマニャック伯ベルナール7世の娘アンヌ・ダルマニャックと結婚した。2人との間に以下の子女をもうけた。
- ジャン1世（1425年 - 1468年）[3] - アルブレ領主、ドルー伯
- ルイ（1422年 - 1465年） - 枢機卿
- アルノー・アマニュー（1463年没） - オルヴァル領主、ルテル女伯マリーの祖父
- シャルル（1473年没） - サント＝バゼイユ領主
- ジル（1479年没） - カステルモロン領主
- マリー（1486年没） - 1456年6月11日にヌヴェール伯・ルテル伯シャルル・ド・ブルゴーニュと結婚
- ジャンヌ（1444年没） - 1442年8月29日にブルターニュ公アルテュール3世と結婚